# Predictor-Lotto/2007
Deze pagina geeft een overzicht van de wielerploeg Predictor-Lotto in 2007.
| Naam                                          | Geboortedatum | Nationaliteit    | Ploeg 2006                         |
| --------------------------------------------- | ------------- | ---------------- | ---------------------------------- |
| Mario Aerts                                   | 31-12-1974    | België           |                                    |
| Christophe Brandt                             | 06-05-1977    | België           |                                    |
| Dario Cioni                                   | 02-12-1974    | Italië           | Liquigas                           |
| Dominique Cornu                               | 10-10-1985    | België           | beloften                           |
| Dries Devenyns                                | 22-07-1983    | België           | beloften                           |
| Wim De Vocht                                  | 29-04-1982    | België           |                                    |
| Bart Dockx                                    | 02-09-1981    | België           |                                    |
| Cadel Evans                                   | 14-02-1977    | Australië        |                                    |
| Nick Gates                                    | 10-03-1972    | Australië        |                                    |
| Chris Horner                                  | 23-10-1971    | Verenigde Staten |                                    |
| Leif Hoste                                    | 17-07-1977    | België           | Discovery Channel Pro Cycling Team |
| Nick Ingels                                   | 02-09-1984    | België           |                                    |
| Josep Jufré                                   | 05-08-1975    | Spanje           |                                    |
| Olivier Kaisen                                | 30-04-1983    | België           | .                                  |
| Björn Leukemans (ontslag op 26 december 2007) | 01-07-1977    | België           |                                    |
| Matthew Lloyd                                 | 24-05-1983    | Australië        | beloften                           |
| Robbie McEwen                                 | 24-06-1972    | Australië        |                                    |
| Pieter Mertens                                | 28-08-1980    | België           |                                    |
| Fred Rodriguez                                | 03-09-1973    | Verenigde Staten |                                    |
| Bert Roesems                                  | 14-10-1972    | België           |                                    |
| Roy Sentjens                                  | 15-12-1980    | België           | Rabobank                           |
| Tom Steels                                    | 02-09-1971    | België           |                                    |
| Geert Steurs                                  | 24-09-1981    | België           | beloften                           |
| Greg Van Avermaet                             | 17-05-1985    | België           | beloften                           |
| Preben Van Hecke                              | 09-07-1982    | België           |                                    |
| Jurgen Van den Broeck                         | 01-02-1983    | België           | Discovery Channel Pro Cycling Team |
| Wim Van Huffel                                | 28-05-1979    | België           |                                    |
| Wim Vansevenant                               | 23-12-1971    | België           |                                    |
| Johan Vansummeren                             | 04-02-1981    | België           |                                    |
| Stefano Zanini                                | 23-01-1969    | Italië           | Liquigas                           |

1985 · 1986 · 1987 · 1988 · 1989 · 1990 · 1991 · 1992 · 1993 · 1994 · 1995 · 1996 · 1997 · 1998 · 1999 · 2000 · 2001 · 2002 · 2003 · 2004 · 2005 · 2006 · 2007 · 2008 · 2009 · 2010 · 2011 · 2012 · 2013 · 2014 · 2015 · 2016 · 2017 · 2018 · 2019 · 2020 · 2021 · 2022 · 2023 · 2024 · 2025
AG2R-La Mondiale · Astana · Bouygues Télécom · Caisse d'Epargne · Cofidis, Le Crédit par Téléphone · Crédit Agricole · Team CSC · Discovery Channel Pro Cycling Team · Euskaltel-Euskadi · La Française des Jeux · Team Gerolsteiner · Lampre - Fondital · Liquigas - Bianchi · Predictor-Lotto · Quick·Step - Innergetic · Rabobank · Saunier Duval - Prodir · Team Milram · T-Mobile Team · Unibet.com